# 陈启明 (1891年)
陳啟明主教 C.M.，1891年11月8日—1959年6月10日），圣名若伯，遣使会士，中国河北省正定教区主教。
1891年11月8日，陈启明出生于直隶正定府王家庄。1911年9月3日进入遣使會北京栅栏修院。1913年9月4日发愿。1916年1月6日，陈启明成为神父。1932年任藁城总铎。
1937年10月9日，正定教区荷兰籍主教文致和被日军杀害，1939年1月5日，罗马教廷任命陈启明为河北省正定代牧区第8任主教，也是该教区首任华籍主教。5月25日，陈启明在天津由天津主教文贵斌祝圣为主教。 1946年4月11日，罗马教廷宣布在中国正式建立圣统制，正定代牧区升为正式的正定教区。
1947年，由于政局变化，陈启明主教率11名神父南迁到四川万县教区的忠县、丰都、石柱3县继续传教。1949年底，他们离开中国大陆。
1955年，陈启明主教出席在巴西里约热内卢召开的第36届国际圣体节大会。会后，罗马教廷委任他负责向巴西华侨传教。1956年，陈启明主教到任，开始带领一批华籍神父在巴西传教。 
1959年6月10日，陈启明主教在巴西圣保罗遭遇车祸去世，享壽68岁。